# Vic Gundotra
Vivek "Vic" Gundotra  (sinh ngày 14 tháng 6 năm 1968 tại Ấn Độ) là một doanh nhân sinh ra tại Ấn Độ, người từng là phó chủ tịch của công ty Google cho đến ngày 24 tháng 4 năm 2014. Trước khi gia nhập Google, ông là một nhà quản lý chung tại Microsoft.

## Sự nghiệp
Gundotra gia nhập Microsoft vào năm 1991 và trở thành Giám đốc Truyền bá Platform. Nhiệm vụ của ông bao gồm, thúc đẩy Microsoft API và giúp phát triển một chiến lược cho dịch vụ trực tuyến Windows Live nhằm cạnh tranh với các phần mềm ứng dụng trên web của Google.
Năm 2003, Gundotra đã có tên trong tạp chí Technology Review của Viện Công nghệ Massachusetts với tư cách là một trong 100 nhà sáng tạo hàng đầu thế giới dưới 35 tuổi, vì những đóng góp về .NET Framework cho Microsoft.
Gundotra gia nhập Google vào tháng 6 năm 2007. Ông giữ trách nhiệm như là phó chủ tịch về xã hội bao gồm, mạng xã hội của Google và dịch vụ nhận dạng, Google+. Nhiều người tin rằng, ông là người đứng sau Google+, và cũng chính là người chịu trách nhiệm cho việc loại bỏ các tính năng gây tranh cãi của Google Reader. Ngoài Google+, ông được ghi nhận rộng rãi cho những đóng góp của mình cho Google Maps và Google I / O.
Ngày 24 tháng 4 năm 2014, Gundotra tuyên bố từ chức khỏi Google sau gần 8 năm cống hiến.